# Spitfire (Invasori)
Spitfire, il cui vero nome è Jacqueline Falsworth-Crichton, è un personaggio dei fumetti, creato da Roy Thomas (testi) e Frank Robbins (disegni), pubblicato dalla Marvel Comics. La sua prima apparizione avviene come Jacqueline Falsworth in Invaders (vol. 1) n. 7, successivamente viene presentata come Spitfire in Invaders (vol. 1) n. 12.

## Biografia del personaggio
Jacqueline era la figlia di Lord Falsworth, noto durante la prima guerra mondiale come Union Jack.
Durante la seconda guerra mondiale, dopo che la Torcia Umana originale ebbe salvato Jacqueline dalle insidie del Barone Sangue I, il padre della giovane mise a disposizione la propria tenuta come sede operativa degli Invasori.
Nessuno però sapeva che il sedicente nipote di Lord Falsworth in realtà era suo fratello, il Barone Sangue: mentre stava cercando di rapire la ragazza e il padre, vistosi sconfitto nuovamente dagli Invasori, il Barone morse Jacqueline, che fu condotta in fin di vita in un ospedale dove ricevette una trasfusione con il sangue della Torcia Umana.
I geni di Jacqueline si mescolarono dunque a quelli dell'androide e, a causa del morso, a quelli del Barone Sangue: come risultato la giovane acquistò la capacità di muoversi a velocità sovrumana. Traendo ispirazione dall'aereo da combattimento britannico, Jacqueline assunse il nome di Spitfire ed accettò di affiancare gli Invasori prima e la All-Winners Squad poi, ogni volta fossero tornati in Gran Bretagna. Proprio grazie al loro aiuto riuscì a strappare ai Nazisti il fratello Brian, che divenne il nuovo Union Jack II: insieme a quest'ultimo e ad altri supereroi nel 1951 formò il V-Battalion. Dopo la morte di Brian, Spitfire abbandonò la ribalta e lentamente i suoi poteri svanirono: dopo essersi sposata con un nobile inglese, che morì poco dopo la nascita del figlio Kenneth, Jacqueline si ritirò a Feudo Medioevale Falsworth per prendersi cura dell'anziano padre.
Dopo diversi anni il Barone Sangue I riprese a tormentare la famiglia Falsworth, causando anche un attacco di cuore fatale al padre di Jacqueline. Fu un amico di Kenneth, Joey Chapman, ad aiutare Capitan America a sconfiggere il Barone Sangue: il giovane ereditò quindi i panni del terzo Union Jack.
Anni dopo Jacqueline fu chiamata ad aiutare Namorita a salvare Namor e la Torcia Umana originale da Master-Man. Ferita durante l'azione, ricevette una nuova trasfusione con il sangue di Jim Hammond e, non solo riacquistò la super-velocità, ma ringiovanì fino ad assumere le sembianze di una sedicenne.
Mentre Spitfire continuava ad aiutare saltuariamente altri supereroi, il figlio Kenneth divenne il Barone Sangue III e morì combattendo contro Union Jack. Proprio quest'ultimo intrecciò per un certo tempo una relazione sentimentale con Jacqueline, che nel frattempo aveva cominciato ad invecchiare rapidamente. Spitfire e Union Jack si unirono ai New Invaders per sconfiggere il gruppo Axis Mundi e, dopo lo smantellamento della squadra, hanno collaborato con Capitan America e Sharon Carter per sconfiggere il Teschio Rosso.

### Secret Invasion
Dopo Civil War apprendiamo che Jacqueline è ringiovanita e durante Secret Invasion tenta di contrastare l'invasione Skrull insieme a Pete Wisdom e a John (uno Skrull disertore con le sembianza di John Lennon).

### Altri media
Spitfire compare come personaggio giocabile in LEGO Marvel's Avengers.